# Дональд Кроугерст
Дональд Кроугерст (англ. Donald Crowhurst; нар. 1932, Газіабад, Британська Індія — пропав безвісти в липні 1969, Атлантичний океан) — англійський підприємець, яхтсмен і авантюрист, в 1969 році пропав безвісти в Атлантичному океані під час регати Sunday Times Golden Globe Race.

## Початок кар'єри
Дональд Кроугерст народився в Індії в 1932 році, коли та ще була колонією Великої Британії. Після швидкого здобуття країною незалежності британські громадяни стали повертатися звідти на батьківщину. Багато сімей вкладали накопичені гроші в Індії, хоча і переїздили. Так вчинили і батьки Кроугерста: батько — залізничний службовець і мати — шкільна вчителька.
Батьки Дональда вклали всі гроші в фабрику з виробництва інвентарю, але її підпалили і, незабаром після цього його батько помер від серцевого нападу.
Свою кар'єру Дональд почав у військово-повітряних силах. Після декількох дисциплінарних стягнень він був змушений подати у відставку, але через деякий час знову подав заявку на службу в армії. Він дослужився до офіцерського чину, отримав ліцензію пілота і цілком міг би просуватися по службі. Але був позбавлений звання і звільнений за зухвалість в спілкуванні з начальством і колегами. Тоді йому було всього 21 рік.
Кроугерст вирішив військову службу не кидати, але пішов в сухопутні війська. Там теж дослужився до офіцера, але знову був вигнаний з ганьбою. Втік в самоволку, а коли зрозумів, що спізнюється в розташування своєї частини, викрав чиюсь машину і був затриманий.
Потім його взяли на службу як інженера-електронника, де він винайшов пеленгатор (бортовий радіопеленгатор). Демобілізувавшись в запас, Дональд відкрив свій магазин з продажу електроніки, бізнес був дуже успішним, але коли він був змушений залишити своє ремесло на кілька місяців, то справи пішли на спад.

## Золотий глобус
У березні 1968 року газета Sunday Times оголосила про проведення безперервних навколосвітніх перегонів на приз «Золотий глобус». Кроугерст вирішив взяти в них участь, сподіваючись тим самим врятувати від банкрутства свою фірму і позбутися боргів. Яхта-тримаран Дональда Teignmouth Electron була споряджена за останнім словом техніки, але зроблена дуже неякісно через стислі терміни будівництва, і практично відразу ж плавання ускладнилося поломками обладнання. Відпливши з Тінмута, через два тижні Кроугерст дістався до Португалії. На яхті постійно виникали нові поломки.
Після відмови електрогенератора Кроугерст позбувся освітлення і радіозв'язку. Він сильно відставав від інших учасників перегонів (було пройдено 1300 миль, але по прямій — всього 800). Виграти гонку чесним способом вже було неможливо.

## Авантюра
Зрозумівши, що гонку йому не виграти, Дональд задумав обманний маневр.
Яхтсмен приховував своє становище від організаторів гонки і своїх близьких, і не заявляв нікому, що сходить з дистанції. Згодом він передавав неправильні координати і вів фальшивий судновий журнал разом із справжнім, маючи намір сфальсифікувати навколосвітню подорож, не роблячи її по факту. Проте поломки продовжувалися, зростала напруга, тому страх викриття його обману не дозволив йому виконати свій авантюрний задум.
Коли головний суперник Дональда, яхтсмен на прізвище Тетлі, що випереджав його на багато миль, потрапив в аварію і його яхта затонула, Дональд виявився в безвихідному становищі. Він не міг програти гонку, бо тепер був єдиним учасником на фінішній прямій, але і не міг виграти її, адже перебував не в тому місці, про яке стверджував, і його обман був би неминуче викритий.
Останній запис у судновому журналі Дональда Кроугерста датується 1 липня 1969: «Скінчено. Скінчено. ОСЬ ВОНА, БЛАГОДАТЬ» («It is finished It is finished IT IS THE MERCY»).
10 липня 1969 року яхту Кроугерста знайшли порожньою, вона дрейфувала у Саргасовому морі з журналами, що викривали його брехню, на борту. Записи в них можна було трактувати як свідоцтво божевілля Кроугерста, і можливо він вчинив самогубство.

## У мистецтві

### Кінематограф
- За мотивами участі Дональда Кроухёрста в регаті був знятий радянський фільм 1986 року «Гонка століття».
- Британський фільм 2018 року «Гонка століття».

Обидва фільми були зустрінуті середніми оцінками кінокритиків.

### Музика
- За мотивами участі Дональда Кроугерста в регаті група Lay it on the line[en] записала альбом Crowhurst.

## Особисте життя
Дональд був одружений з ірландкою Клер, з якою одружився приблизно в 23 роки, і мав чотирьох дітей: трьох синів — Саймона, Джеймса, Роджера й доньку Рейчел.